# Drilonematidae
Drilonematidae (лат.) — семейство паразитических нематод из отряда Rhabditida. Около 60 видов. В Европе 2 рода и около 10 видов. Эндопаразиты полости дождевых червей.

## Описание
Мелкие нематоды (длина около 1 мм) с цилиндрической формой тела, притуплённым передним концом и заострённым задним. На голове кутикулярные крюки и шипы отсутствуют; головных папилл 4 или 8 (4+4), амфиды кармановидные или поровидные. Пищевод булавовидный или цилиндрический. Самки монодельфные, продельфные. У самцов до 12 пар половых папилл и единственный передний семенник. Среди хозяев отмечены земляные черви семейств Megascolecidae (включая Acanthodrilidae и Octochaetidae) и Lumbricidae.

## Систематика
16 родов и 56 видов. Большинство нематологов включают Drilonematidae в состав отряда Rhabditida (или надотряда). Иногда семейство рассматривают в составе Tylenchina, или включают в состав отдельного отряда Drilonematida.
- Dicelinae Spiridonov & Ivanova, 2005
  - Adieronema Timm, 1967
  - Dicelis Dujardin, 1845
- Diceloidinae Spiridonov & Ivanova, 2005
  - Araguanema Ivanova & Hope, 2004
  - Diceloides Timm, 1967
  - Mbanema Spiridonov, 1992
- Drilonematinae Pierantoni, 1916
  - Alaninema Théodoridès, 1957
  - Drilonema Pierantoni, 1916
  - Pierantonia  Baylis & Daubney, 1926
  - Spininematoides  Rajeswari Anand & Narayan Rao, 1985
- Gatesnematinae Spiridonov & Ivanova, 2005
  - Gatesnema Timm, 1971
- Iponematinae Spiridonov & Ivanova, 2005
  - Filiponema Filiponema Timm & Maggenti, 1966
  - Iponema  Timm & Maggenti, 1966
  - Plutellonema  Timm & Maggenti, 1966
  - Tonoscolecinema  Timm, 1967
- Mesonematinae Spiridonov & Ivanova, 2005
  - Burmanema  Timm, 1967
  - Mesonema  Pierantoni, 1916
- Pharyngonematinae Chitwood, 1950
  - Athusia  Anwar & Jairajpuri, 1976
  - Macramphida Timm, 1966
  - Pharyngonema Pierantoni, 1923